# Union nationale des producteurs de pommes de terre
 (octobre 2024).
L'article doit être relu — et modifié si nécessaire — par des contributeurs indépendants pour apporter un regard critique aux contributions effectuées en violation des conditions d'utilisation de Wikipédia, tant sur la forme (notamment concernant le style encyclopédique, la proportionnalité) que sur le fond (la neutralité de point de vue, la qualité et l'indépendance des sources).
L'Union nationale des producteurs de pommes de terre (UNPT) est une des associations spécialisées de la Fédération nationale des syndicats d'exploitants agricoles (FNSEA), née de la fusion en 2002 de plusieurs syndicats nationaux, qui représente et défend les producteurs de pomme de terre présents en France. L'UNPT est le principal syndicat représentant la profession. Elle est affiliée au Comité des organisations professionnelles agricoles de l'Union européenne (COPA) et au NEPG (North-Western European Potato Growers).

## Historique

### Origines
En 1927, les producteurs de pomme de terre de fécule de la Haute-Saône en conflit ouvert avec les féculiers privés de leur région s'organisent autour de M. Bouchard et constituent un groupement départemental de "Planteurs de pommes de terre". Parallèlement, les producteurs du département des Vosges s'étaient depuis longtemps organisés et avaient créé de nombreuses coopératives féculières. À la faveur d'une crise agricole secouant le secteur de la pomme de terre, ces organisations locales (principalement de producteurs de pommes de terre de fécule) prennent l'initiative, avec l'appui administratif du Parti agraire, de la création de la Confédération nationale des producteurs de pommes de terre dont les statuts sont déposés le 5 décembre 1929 et dont le premier président fut M. Bouchard. Cette confédération a pour but principal de « défendre une politique protectionniste en faveur de la pomme de terre et de ses dérivés » et de peser politiquement sur les « manœuvres spéculatives à la baisse du marché de la pomme de terre » notamment en demandant l'obtention d'une refonte du règlement de la Bourse de commerce de Paris. La confédération est dissoute en 1945.

### 1945, création de la FNPPTI et de la FNPTC
En 1945, face au vide syndical agricole d'après guerre, les producteurs créent conjointement la FNPPTI (Fédération nationale des producteurs de pommes de terre industrielles), qui regroupent principalement les producteurs de fécule, la FNPTC (Fédération nationale des producteurs de pommes de terre de conservation) qui regroupe les sections primeurs et les pommes de terre de conservation ainsi que la FNPPPT (Fédération nationale des producteurs de plants de pommes de terre). Ces fédérations adhèrent à la FNSEA en tant qu'Associations spécialisées et créent la Confédération générale de la pomme de terre (CGPT) dont le rôle est d’assurer une représentation politique commune et d'entreprendre les premiers essais techniques. Louis Potel, qui présidait déjà l'assemblée constitutive de la FNPTC, devient le premier président de la CGPT.
En 1960, la Confédération générale de la pomme de terre est dissoute.
En 1962, la FNPPTI et la Chambre syndicale de la fécule (CSF) créent le Groupement national interprofessionnel de la pomme de terre de transformation (GNIPTIT) qui donne lieu à la signature entre les deux organisations du premier accord interprofessionnel national « féculerie » ayant pour objectif de régir leurs relations commerciales. L'objet de cet accord est de garantir aux usines un approvisionnement régulier et aux producteurs des débouchés pour leur production.
En 1971, la FNPPTI accueille la section « transformation » qui comprend les producteurs livrant aux industries de transformations agroalimentaires. La FNPPTI participe à la création des syndicats d'usines. Le secteur de la transformation pour l'alimentation humaine, bien que travaillant des pommes de terre de consommation, dont le marché n'est pas réglementé, développe également sa politique contractuelle. La démarche de cette section se rapproche de celle de la section « féculerie » : la relation entre industriels et producteurs est formalisée par des contrats de culture. Elle se concrétise par la réception des pommes de terre à l'usine, selon des cahiers des charges définis.
En 1977 naît, à sous l'impulsion de la FNTPC, l'interprofession du CNIPT (Comité national interprofessionnel de la pomme de terre). Le conseil d'administration du CNIPT est constitué de professionnel du frais et de la transformation et financé par des cotisations volontaires obligatoires. Les missions du CNIPT concernent la régulation de l'offre, la contribution aux interventions de la SNIPOT (Société nationale interprofessionnelle de la pomme de terre) sur le marché de la pomme de terre, et la mise en place des premiers programmes promotionnels.
En 1987, dans un souci de simplification des sigles, la FNPPTI devient FNPTI.

### 2002, fusion des syndicats nationaux et création de l'UNPT
En 2002, afin de renforcer leur représentativité et d'améliorer la défense des producteurs, la FNPTI et la FNPTC s'unissent au sein de l'UNPT (Union nationale des producteurs de pommes de terre), en une seule et unique entité syndicale. Le syndicat regroupe dès son origine les groupements et coopératives de producteurs.

## Composition
L'Union nationale des producteurs de pommes de terre (UNPT) est affilié à la Fédération nationale des syndicats d'exploitants agricoles (FNSEA). Sa gouvernance repose sur un conseil d'administration composé de 45 membres, tous producteurs de pommes de terre, élus par un collège de 60 délégués. Ces délégués sont eux-mêmes élus par leurs pairs au sein de structures économiques adhérentes telles que les groupements, les coopératives, ainsi que par le biais de structures syndicales comme les FDSEA (Fédérations départementales des syndicats d'exploitants agricoles) et les FRSEA (Fédérations régionales des syndicats d'exploitants agricoles). Les administrateurs reflètent la diversité des productions et des débouchés de la filière pomme de terre en France, incluant les segments de marché du frais, de l'industrie de transformation et de la fécule, ainsi que les différentes régions productrices du territoire. 
L'UNPT est présidée depuis 2020 par Geoffroy d'Evry, agriculteur dans l'Oise.

## ASPDT-FMSE et maladies de quarantaine en pomme de terre
En 2015 est créée l'ASPDT-FMSE (Association sanitaire pour la section pommes de terre – Fonds de mutualisation sanitaire et environnementale) avec pour mission principale d'indemniser, via un fonds de mutualisation (ASPDT, FMSE et État), les producteurs de pommes de terre en cas de pertes de récolte dues à des incidents sanitaires liés aux parasites et maladies de quarantaine. L'ASPDT-FMSE, dont la gestion est déléguée à l'UNPT, joue un rôle crucial dans la protection sanitaire et économique des producteurs de pommes de terre en offrant une couverture collective contre les risques liés aux parasites et maladies de quarantaine, tout en promouvant la prévention et la lutte active contre ces organismes nuisibles pour un territoire national sain.